# Crichton-Vulcan
Pour les articles homonymes, voir Crichton et Vulcan.
Crichton-Vulcan est un chantier naval désaffecté à Turku en Finlande.

## Présentation
Le chantier a été l’une des pièces maîtresses de l'industrie navale finlandaise (fi).
Le chantier est connu pour les navires de défense côtière et les Sous-marins qu'il a produit pendant la Seconde Guerre mondiale.
La construction navale y a progressivement pris fin après 1976 après la construction du chantier naval de Perno à Turku.
Le chantier est utilisé pour la réparation navale jusqu'en 2004 avant que cette activité démanage à Naantali.
Un projet de démolition des bâtiments et de construction d'une zone résidentielle débute en 2011.